# Volker Dietrich
Volker Dietrich est un ancien bobeur Allemand en tant que pilote.

## Carrière
Volker Dietrich est un bobeur est-allemand qui a concouru à la fin des années 1980. Il est surtout connu pour ses résultats lors de la saison 1987-1988 de la Coupe du monde de bobsleigh, terminant deuxième dans l'épreuve à deux et troisième dans les épreuves combinées et à quatre.